# Latrell Mitchell

a Compétitions nationales et continentales officielles uniquement.

b Matchs officiels uniquement.
Latrell Mitchell (né Latrell Goolagong), né le 18 juin 1997 à Taree (Australie), est un joueur australien de rugby à XIII évoluant au poste d'arrière, centre, ailier dans les années 2010 et 2020.
Petit neveu de la championne de tennis Evonne Goolagong, Latrell Mitchell pratique le rugby à XIII dès son plus jeune âge. Convoqué en sélection jeune par l'Australie, il joue les sections jeunes du club des Sydney Roosters. Il prend part à la National Rugby League à partir de 2016 et devient l'un des joueurs des plus attractifs du Championnat en jouant alternativement avec succès à l'arrière, au centre ou à l'aile, et désigné botteur du club. Il remporte alors la NRL en 2018 et 2019 avec pour partenaires James Tedesco, Blake Ferguson et Luke Keary sous la houlette de l'entraîneur Trent Robinson. En 2020, il rejoint les South Sydney Rabbitohs entraînés par Wayne Bennett, club rival des Roosters, qui lui garantit une place de titulaire à l'arrière. Il est la star de l'équipe qui dispute une finale perdue de NRL en 2021 14-12 face aux Penrith Panthers.
Parallèlement et de manière rapide, il est convoqué en sélection. En sélection d'Australie, il prend part au titre de Coupe du monde en 2022. Au State of Origin, il joue pour la Nouvelle-Galles du Sud et remporte la série à quatre reprises en 2018, 2019, 2021 et 2024.

## Palmarès
- Collectif :
  - Vainqueur  de la Coupe du monde : 2022 (Australie).
  - Vainqueur du State of Origin : 2018, 2019, 2021  et 2024 (Nouvelle-Galles du Sud).
  - Vainqueur de la National Rugby League : 2018 et 2019 (Sydney Roosters).
  - Finaliste de la National Rugby League : 2021 (South Sydney).

- Individuel :
  - Elu meilleur centre de la National Rugby League : 2019 (Sydney Roosters).
  - Meilleur marqueur de points de la National Rugby League : 2018 et  2019 (Sydney Roosters).

### Détails en sélection
| Matchs internationaux de Latrell Mitchell sous les couleurs de l'Australie | Matchs internationaux de Latrell Mitchell sous les couleurs de l'Australie | Matchs internationaux de Latrell Mitchell sous les couleurs de l'Australie | Matchs internationaux de Latrell Mitchell sous les couleurs de l'Australie | Matchs internationaux de Latrell Mitchell sous les couleurs de l'Australie | Matchs internationaux de Latrell Mitchell sous les couleurs de l'Australie | Matchs internationaux de Latrell Mitchell sous les couleurs de l'Australie | Matchs internationaux de Latrell Mitchell sous les couleurs de l'Australie | Matchs internationaux de Latrell Mitchell sous les couleurs de l'Australie | Matchs internationaux de Latrell Mitchell sous les couleurs de l'Australie | Matchs internationaux de Latrell Mitchell sous les couleurs de l'Australie | Matchs internationaux de Latrell Mitchell sous les couleurs de l'Australie |
|                                                                            | Date                                                                       | Adversaire                                                                 | Résultat                                                                   | Compétition                                                                | Poste                                                                      | Points                                                                     | Essais                                                                     | Pen.                                                                       | Drops                                                                      |                                                                            |                                                                            |
| -------------------------------------------------------------------------- | -------------------------------------------------------------------------- | -------------------------------------------------------------------------- | -------------------------------------------------------------------------- | -------------------------------------------------------------------------- | -------------------------------------------------------------------------- | -------------------------------------------------------------------------- | -------------------------------------------------------------------------- | -------------------------------------------------------------------------- | -------------------------------------------------------------------------- | -------------------------------------------------------------------------- | -------------------------------------------------------------------------- |
| sous les couleurs de l'Australie                                           |                                                                            |                                                                            |                                                                            |                                                                            |                                                                            |                                                                            |                                                                            |                                                                            |                                                                            |                                                                            |                                                                            |
| 1.                                                                         | 13 octobre 2018                                                            | Nouvelle-Zélande                                                           | 24-26                                                                      | Amical                                                                     | Centre                                                                     | 0                                                                          | 0                                                                          | 0                                                                          | 0                                                                          |                                                                            |                                                                            |
| 2.                                                                         | 20 octobre 2018                                                            | Tonga                                                                      | 34-16                                                                      | Amical                                                                     | Centre                                                                     | 0                                                                          | 0                                                                          | 0                                                                          | 0                                                                          |                                                                            |                                                                            |
| 3.                                                                         | 25 octobre 2019                                                            | Nouvelle-Zélande                                                           | 26-4                                                                       | Coupe Océanie                                                              | Centre                                                                     | 8                                                                          | 0                                                                          | 4                                                                          | 0                                                                          |                                                                            |                                                                            |
| 4.                                                                         | 2 novembre 2019                                                            | Tonga                                                                      | 6-12                                                                       | Coupe Océanie                                                              | Centre                                                                     | 4                                                                          | 0                                                                          | 2                                                                          | 0                                                                          |                                                                            |                                                                            |

### Détails en club
| 2016 | Sydney Roosters | NRL | 15e          | 24 | 80  | 14 | 12 | - |      |           |   |    |   |   |   |    |   |    |   |   |   |
| 2017 | Sydney Roosters | NRL | Finale prél. | 23 | 78  | 15 | 9  | - |      |           |   |    |   |   |   |    |   |    |   |   |   |
| 2018 | Sydney Roosters | NRL | Champion     | 24 | 248 | 17 | 90 | - | 2018 | Vainqueur | 3 | 8  | 2 | - | - |    | 2 | -  | - | - | - |
| 2019 | Sydney Roosters | NRL | Champion     | 25 | 273 | 19 | 98 | 1 | 2019 | Vainqueur | 1 | -  | - | - | - |    | 2 | 12 | - | 6 | - |
| 2020 | South Sydney    | NRL | Finale prél. | 14 | 26  | 4  | 5  | - |      |           |   |    |   |   |   |    |   |    |   |   |   |
| 2021 | South Sydney    | NRL | Finaliste    | 17 | 67  | 13 | 7  | 1 | 2021 | Vainqueur | 3 | 24 | 4 | 4 | - |    |   |    |   |   |   |
| 2022 | South Sydney    | NRL | Finale prél. | 17 | 152 | 7  | 61 | 1 |      |           |   |    |   |   |   | CM | 5 | 20 | 5 | - | - |
| 2023 | South Sydney    | NRL | 9e           | 16 | 143 | 9  | 53 | 1 |      |           |   |    |   |   |   |    |   |    |   |   |   |
| 2024 | South Sydney    | NRL | 16e          | 11 | 98  | 8  | 33 | - | 2024 | Vainqueur | 1 | 4  | 1 | - | - |    |   |    |   |   |   |
| 2025 | South Sydney    | NRL |              | 1  | -   | -  | -  | - |      |           |   |    |   |   |   |    |   |    |   |   |   |